# 上海中信廣場
上海中信廣場是位於中華人民共和國上海市虹口區的一個綜合體，由商場和写字楼組成。写字楼高度達228米，地上共有47层，建筑面积109828平方米，设计单位是日建设计。

## 历史
於2011年建成。主要材料為玻璃幕墙、陶土管以及砂岩石材。